# Skool Luv Affair
Skool Luv Affair ist die dritte EP der südkoreanischen Boygroup BTS, das im Februar 2014 erschien.

## Entstehung und Veröffentlichung
Am 26. Januar 2014 startete BigHit Entertainment einen Countdown auf dem Internetauftritt von BTS. Am 2. Februar kam der Comeback-Trailer heraus, in dem der Leader RM im Hintergrund zu einer Animation rappt. Drei Tage später erschien die Titelliste mit den Konzept-Fotos. Ein offizielles Album-Snippet wurde am 6. Februar veröffentlicht. Am 11. Februar hielt die Gruppe eine Pressekonferenz, auf der sie ihr neues Album mit ein paar Live-Darbietungen vorstellten. Der Titelsong Boy In Luv wurde mit der Promo-Single Just One Day auf Musikshows präsentiert.
Die Erstveröffentlichung von Skool Luv Affair erfolgte schließlich am 12. Februar 2014 bei BigHit Entertainment. Das Album erschien in seiner Originalausführung als CD und Download mit zehn Titeln (Katalognummer: L100004851). Am 14. Mai 2014 erschien eine erweiterte Deluxeversion, die sogenannte „Special Addition“. Diese enthält drei CDs mit zwei neuen und insgesamt 18 Titel – sechs davon Instrumentals.

## Titelliste
Alle Angaben nach der Korea Music Copyright Association, falls nicht anders belegt.
| Nr.          | Titel                      | Text                                                                   | Musik                                                                  | Länge |
| ------------ | -------------------------- | ---------------------------------------------------------------------- | ---------------------------------------------------------------------- | ----- |
| 1.           | Intro: Skool Luv Affair    | Slow Rabbit, RM, J-Hope, SUGA, Pdogg                                   | RM, J-Hope, SUGA, Pdogg                                                | 2:58  |
| 2.           | Boy In Luv                 | Supreme Boi, RM, SUGA, Hitman Bang, Pdogg                              | Supreme Boi, RM, SUGA, Hitman Bang, Pdogg                              | 3:50  |
| 3.           | Skit: Soulmate             | Pdogg                                                                  | Pdogg                                                                  | 1:32  |
| 4.           | Where You From             | Kwon Dae Hee, Kim Kyeong Mo, RM, J-Hope, SUGA                          | Kwon Dae Hee, Kim Kyeong Mo, RM, J-Hope, SUGA                          | 4:00  |
| 5.           | Just One Day               | RM, J-Hope, SUGA, Pdogg                                                | RM, J-Hope, SUGA, Pdogg                                                | 4:00  |
| 6.           | Tomorrow                   | Slow Rabbit, RM, J-Hope, SUGA                                          | Slow Rabbit, RM, J-Hope, SUGA                                          | 4:22  |
| 7.           | BTS Cypher Pt. 2: Triptych | Supreme Boi, RM, J-Hope, SUGA                                          | Supreme Boi, RM, J-Hope, SUGA                                          | 4:48  |
| 8.           | Spine Breaker              | Slow Rabbit, Supreme Boi, OWO, RM, J-Hope, SUGA, Song Chang Sik, Pdogg | Slow Rabbit, Supreme Boi, OWO, RM, J-Hope, SUGA, Song Chang Sik, Pdogg | 3:59  |
| 9.           | Jump                       | Supreme Boi, RM, J-Hope, SUGA, Pdogg                                   | Supreme Boi, RM, J-Hope, SUGA, Pdogg                                   | 3:57  |
| 10.          | Outro: Propose             | Slow Rabbit, Pdogg                                                     | Slow Rabbit, Pdogg                                                     | 2:03  |
| Gesamtlänge: | Gesamtlänge:               | Gesamtlänge:                                                           | Gesamtlänge:                                                           | 35:29 |

| Nr.          | Titel                   | Text                                              | Musik                                    | Länge |
| ------------ | ----------------------- | ------------------------------------------------- | ---------------------------------------- | ----- |
| 1.           | Miss Right              | Slow Rabbit, RM, J-Hope, SUGA, Hitman Bang, Pdogg | RM, J-Hope, SUGA, Hitman Bang, Pdogg     | 4:01  |
| 2.           | 좋아요 [Slow Jam Remix] | Slow Rabbit, RM, SUGA, Pdogg, Brother Su          | Slow Rabbit, RM, SUGA, Pdogg, Brother Su | 3:52  |
| Gesamtlänge: | Gesamtlänge:            | Gesamtlänge:                                      | Gesamtlänge:                             | 43:22 |

## Singleauskopplungen
| Jahr | Titel Album                                            | Höchstplatzierung, Gesamtwochen, AuszeichnungChartplatzierungen (Jahr, Titel, Album, Platzierungen, Wochen, Auszeichnungen, Anmerkungen) | Höchstplatzierung, Gesamtwochen, AuszeichnungChartplatzierungen (Jahr, Titel, Album, Platzierungen, Wochen, Auszeichnungen, Anmerkungen) | Anmerkungen                                                |
| Jahr | Titel Album                                            | KR | JP | Anmerkungen                                                |
| ---- | ------------------------------------------------------ | --- | --- | ---------------------------------------------------------- |
| 2014 | Boy in Luv (상남자) KR: Skool Luv Affair / JP: Wake Up | KR45 (5 Wo.)KR | JP4 (5 Wo.)JP | Erstveröffentlichung: 12. Februar 2014 Verkäufe: + 204.742 |
| 2014 | Just One Day (하루만) Skool Luv Affair                 | KR149 (1 Wo.)KR | — | Erstveröffentlichung: 6. April 2014 Verkäufe: + 9.597      |

Musikvideos
Am 2. Februar wurde der Teaser zu Boy In Luv veröffentlicht. Das Musikvideo kam am 12. Februar zeitgleich mit dem Album heraus. Am 6. April erschien das Musikvideo zu Just One Day.

## Rezeption
Mit Boy In Luv wurde BTS erstmals für den ersten Platz bei einer Musikshow nominiert.

## Kommerzieller Erfolg

### Chartplatzierungen
Skool Luv Affair avancierte sowohl in seiner Standardausführung, als auch in der erweiterten Fassung, zum Nummer-eins-Album in Südkorea. Die Neuauflage erreichte Rang zwölf der US-amerikanischen Billboard 200, in den Billboard World Albums erreichte es die Chartspitze.

#### Skool Luv Affair
| ChartsChartplatzierungen | Höchstplatzierung | Wochen |
| ------------------------ | ----------------- | ------ |
| Südkorea (KMCA)          | 1 (454 Wo.)       | 454    |

| ChartsJahrescharts (2014) | Platzierung |
| ------------------------- | ----------- |
| Südkorea (KMCA)           | 20          |

| ChartsJahrescharts (2015) | Platzierung |
| ------------------------- | ----------- |
| Südkorea (KMCA)           | 65          |

| ChartsJahrescharts (2016) | Platzierung |
| ------------------------- | ----------- |
| Südkorea (KMCA)           | 66          |

| ChartsJahrescharts (2017) | Platzierung |
| ------------------------- | ----------- |
| Südkorea (KMCA)           | 74          |

| ChartsJahrescharts (2018) | Platzierung |
| ------------------------- | ----------- |
| Südkorea (KMCA)           | 58          |

| ChartsJahrescharts (2019) | Platzierung |
| ------------------------- | ----------- |
| Südkorea (KMCA)           | 62          |

| ChartsJahrescharts (2020) | Platzierung |
| ------------------------- | ----------- |
| Südkorea (KMCA)           | 98          |

| ChartsJahrescharts (2021) | Platzierung |
| ------------------------- | ----------- |
| Südkorea (KMCA)           | 88          |

#### Skool Luv Affair (Special Addition)
| ChartsChartplatzierungen       | Höchstplatzierung | Wochen |
| ------------------------------ | ----------------- | ------ |
| Deutschland (GfK)              | 35 (1 Wo.)        | 1      |
| Schweiz (IFPI)                 | 49 (1 Wo.)        | 1      |
| Südkorea (KMCA)                | 1 (11 Wo.)        | 11     |
| Vereinigte Staaten (Billboard) | 12 (2 Wo.)        | 2      |

| ChartsJahrescharts (2014) | Platzierung |
| ------------------------- | ----------- |
| Südkorea (KMCA)           | 98          |

| ChartsJahrescharts (2020) | Platzierung |
| ------------------------- | ----------- |
| Südkorea (KMCA)           | 10          |

### Auszeichnungen für Musikverkäufe
| Land/Region     | Auszeichnungen für Musikverkäufe (Land/Region, Auszeichnung, Verkäufe) | Verkäufe |
| --------------- | ---------------------------------------------------------------------- | -------- |
| Südkorea (KMCA) | —                                                                      | 580.140  |
| Insgesamt       | —                                                                      | 580.140  |

Hauptartikel: BTS (Band)/Auszeichnungen für Musikverkäufe